# Auguste Perrodin
Pour les articles homonymes, voir Perrodin.
Auguste Perrodin, né le 15 octobre 1834 à Bourg-en-Bresse et mort le 24 juillet 1887 à Châteauneuf-les-Bains (Puy de Dôme), est un peintre français religieux et d'histoire. Il est un élève d'Hippolyte Flandrin, dont il continuera la tradition.

## Biographie
Fils de commerçants, il commence très tôt à dessiner en compagnie de Gustave Doré qui fréquente le même lycée (Lalande). Il rentre à l'École des Beaux Arts de Lyon, où il est remarqué par Hippolyte Flandrin, personnage central de la peinture religieuse du XIXe siècle. Celui-ci l’emmène à Paris où il a d’importants chantiers: l’église de Saint Vincent de Paul et celle de Saint-Germain-des-Prés. Son biographe, Jarrin, dit de Perrodin "l’on distingue  les parties où il a mis la main aux couleurs plus transparentes que celles du Maître". 
Ceci lui vaudra l’admiration de Viollet-Le-Duc qui lui confiera la décoration de Notre-Dame de Paris qu’il est en train de restaurer et de décorer.
Si son atelier est à Paris, 55, rue du Cherche-Midi (6ème arrondissement), il va mener une existence vagabonde au gré des chantiers, peignant des fresques, qui lui sont commandées par le clergé : ainsi en Normandie, à Rouen, à Caen, à  Vire, il peindra des murs de grande taille, des coupoles, aussi à Troyes, à Lyon; des autels à Fécamp, à Vire, à Langres. Il fait également des cartons de vitraux pour le maître Verrier Boulenger de Rouen et Le Prévost de Paris, des dessins pour des Missels de la maison Gruel-Engelman, pour l'orfèvre Trioullier, pour Bégule verrier lyonnais, pour Hachette (une histoire de France en 1879), des cartons de tapisserie etc...
Il bénéficie aussi des commandes de l’état, au moins jusqu’en 1880. Sous le Second Empire, il a le grand chantier de Notre-Dame de Paris. Après 1871 le Directeur des Beaux Arts Charles Blanc l’envoie à Florence copier les fresques de Fra Angelico. Il décore le Palais de Justice de Cahors en 1876. Après 1880, les commandes religieuses se raréfient, mais avec l’appui de députés républicains de gauche, il obtient la commande de la décoration de l’Hôtel de Ville de Clermont sur Oise. Il mourra avant de l’exécuter.
La clientèle des particuliers, c’est celle des portraits des ecclésiastiques, des notables qu’il rencontre dans ses voyages et qui sont une source de revenus ; portraits de famille, d’amis, de députés...
Sa mort à 52 ans est sans doute due à l usage de la céruse – oxyde de plomb – qui était abondamment utilisée par les fresquistes .

## Œuvres

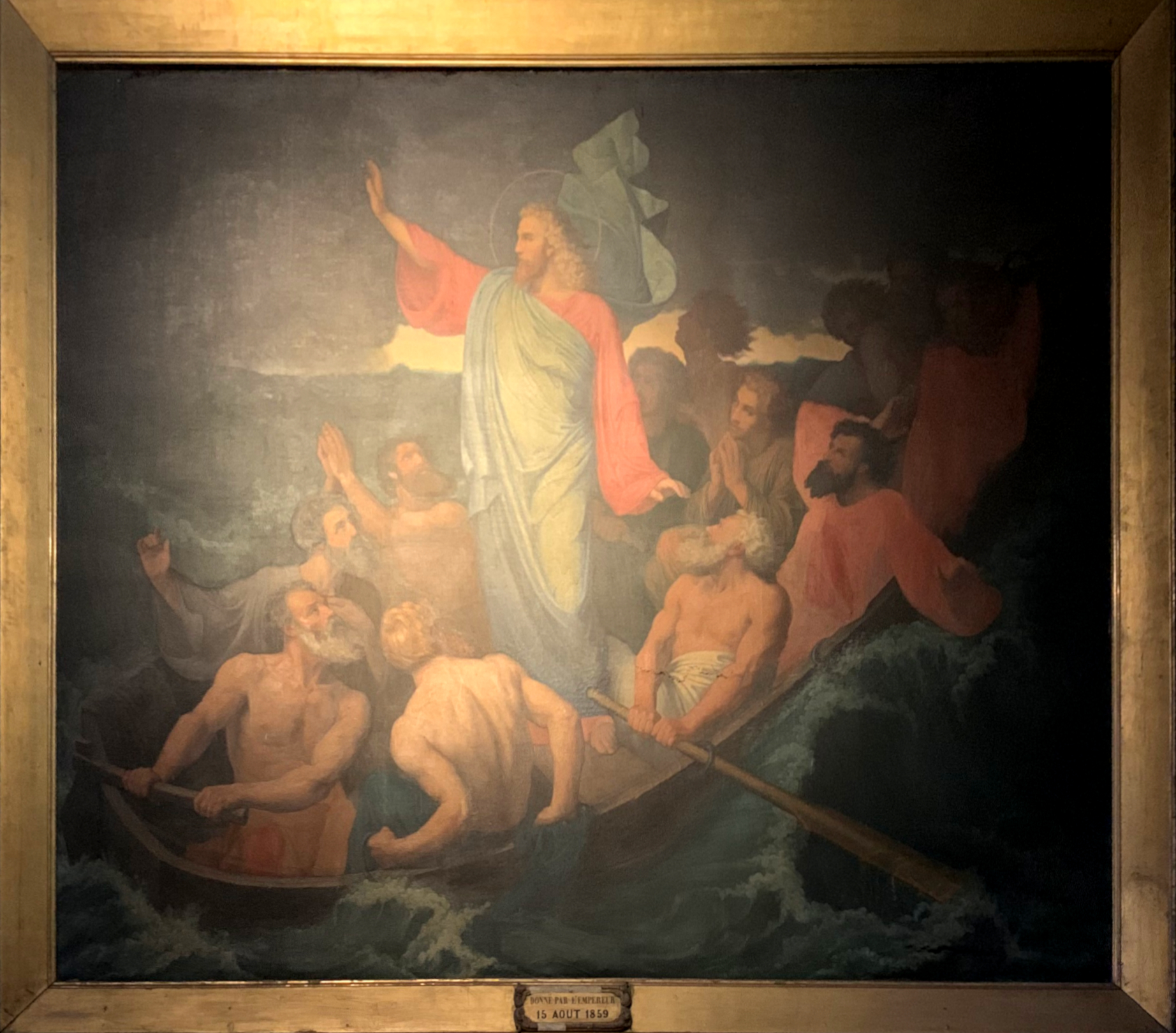
Jésus-Christ apaisant la tempête, Co-cathédrale de Bourg-en-Bresse.

- Toile, Jésus-Christ apaisant la tempête, 1859, Co-cathédrale Notre-Dame de l'Annonciation de Bourg-en-Bresse[3].

- Toile, Portrait d'homme, 1871, Musée de Brou[4].

- Toile, Portrait de femme, 1871, Musée de Brou[5].

- Dessin, Portrait d'homme  (le père du peintre Johannès Son[Note 1] ?), Musée  de Brou[6].

- Dessin, Portrait de femme  (la mère de Johannès Son ?), Musée  de Brou[7]

- Toile, Saint Jean-Baptiste prêchant dans le désert, Église Saint-Jean-Baptiste de Saint-Jean-sur-Reyssouze[8].

- Un Christ de Perrodin est signalé comme ornement au tribunal de Bourg-en-Bresse en 1862[9].

- Fresque, Christ en majesté, abside de l'Église Saint-Denis-de-la-Croix-Rousse de Lyon  en 1876.

Œuvres d’Auguste Perrodin
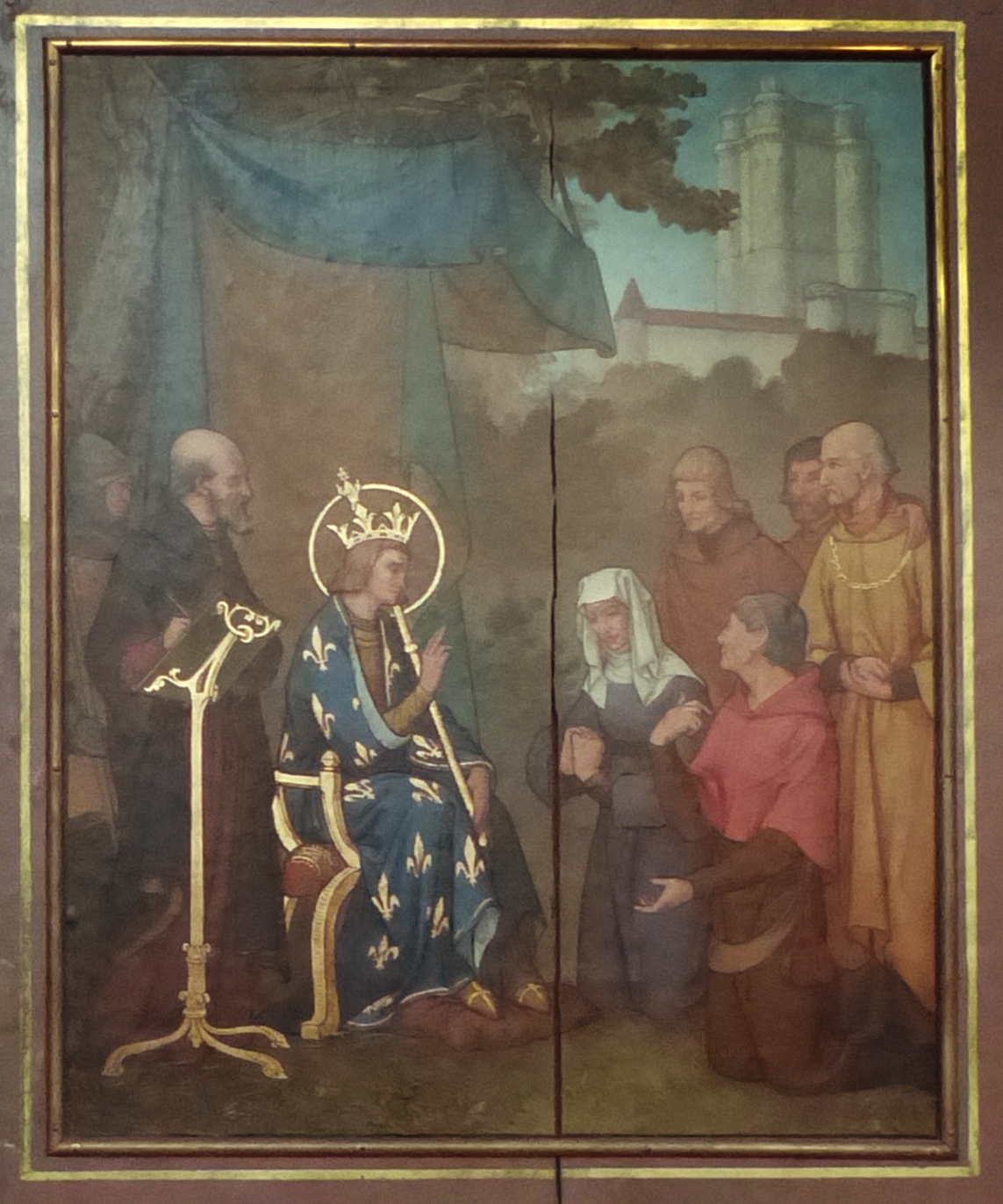
Panneau de la vie de Saint-Louis, Trésor de la Cathédrale Notre-Dame de Paris.
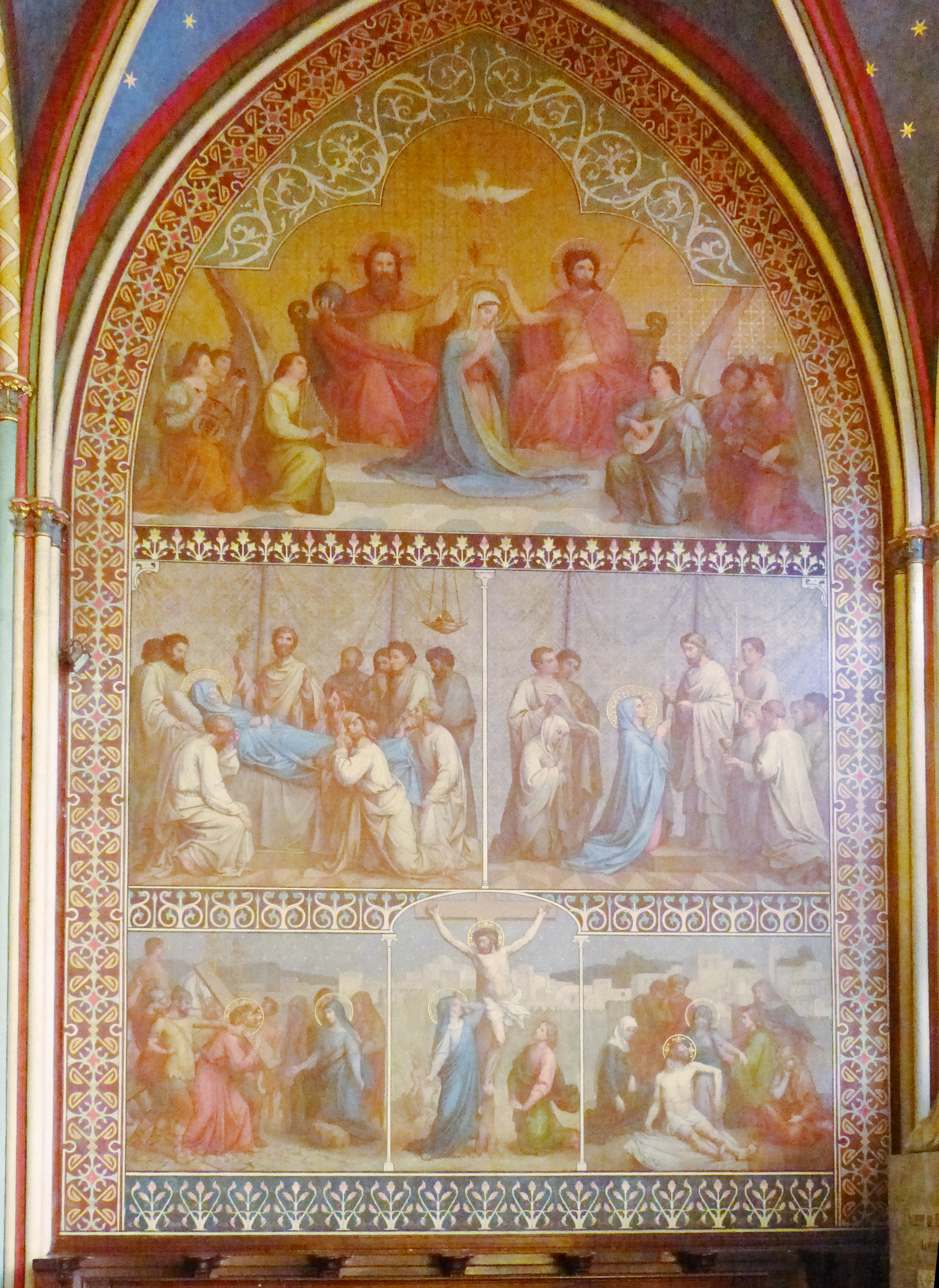
Fresque de la chapelle Notre-Dame des Sept-Douleurs, Cathédrale Notre-Dame de Paris.
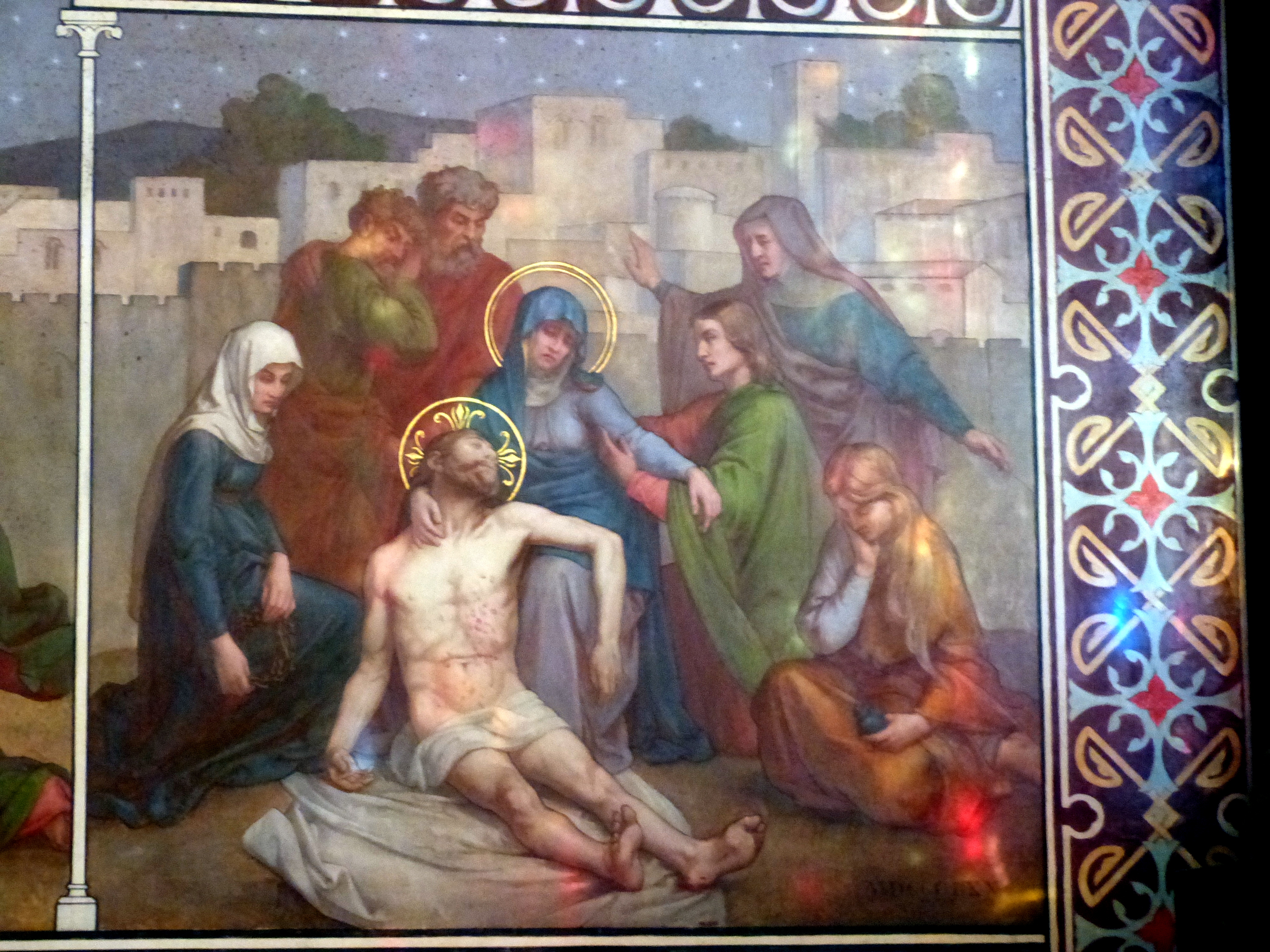
Détail d'une fresque de la chapelle Notre-Dame des Sept-Douleurs, Cathédrale Notre-Dame de Paris.
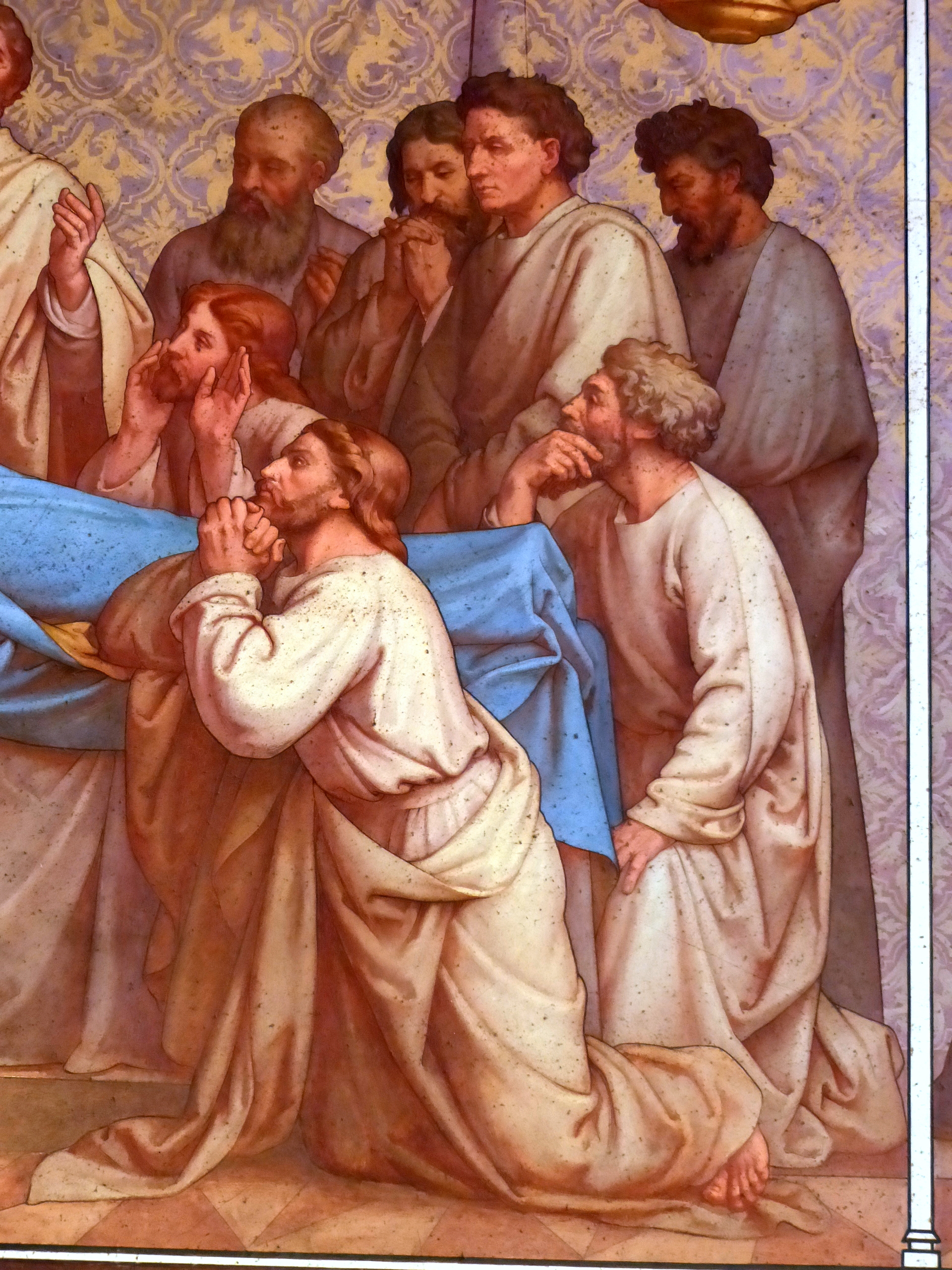
Détail d'une fresque de la chapelle Notre-Dame des Sept-Douleurs, Cathédrale Notre-Dame de Paris.
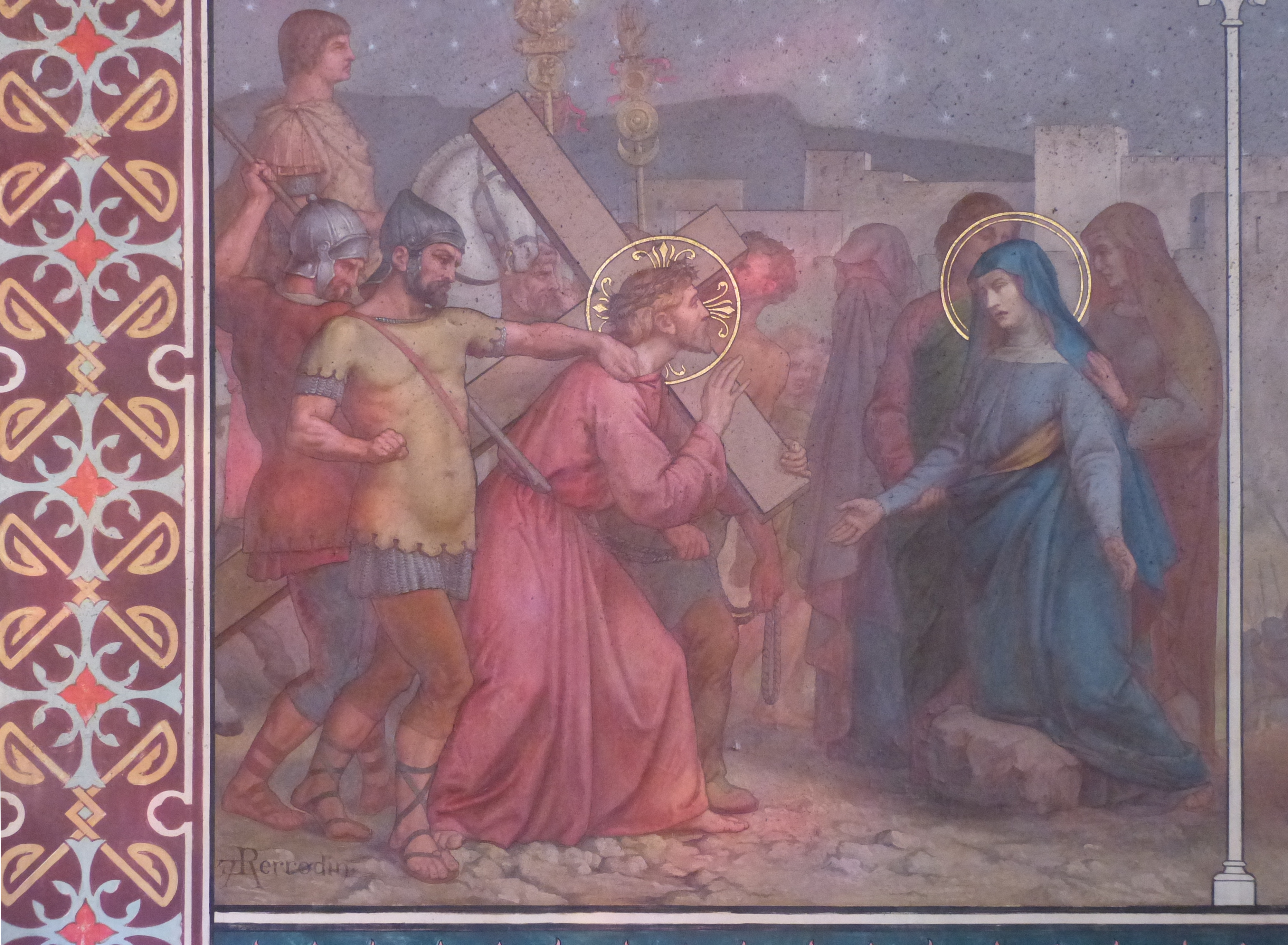
Détail d'une fresque de la chapelle Notre-Dame des Sept-Douleurs, Cathédrale Notre-Dame de Paris.
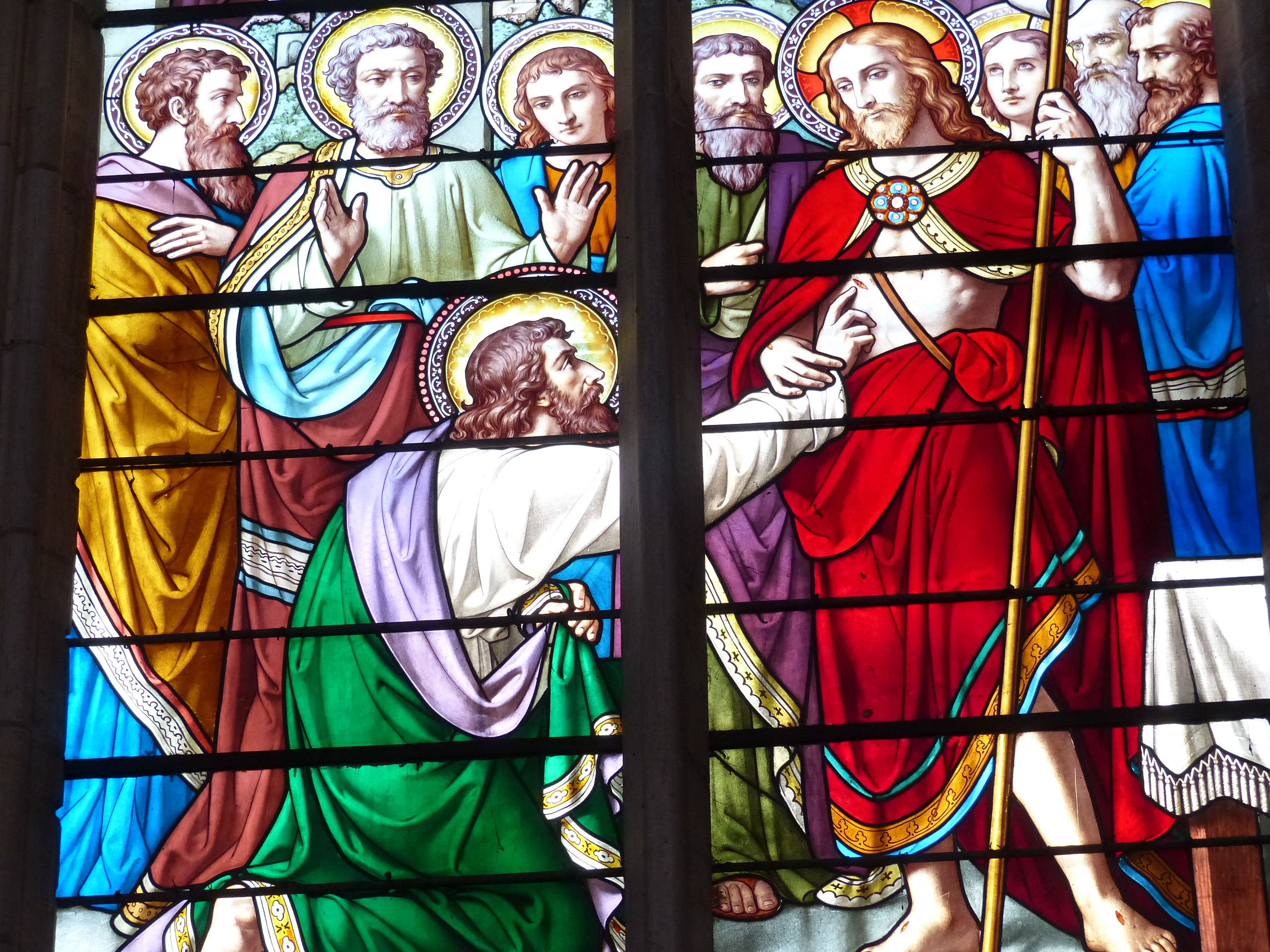
Détail d’un des vitraux de l’église de Saint-Maurice de Châtillon-sur-Loire.
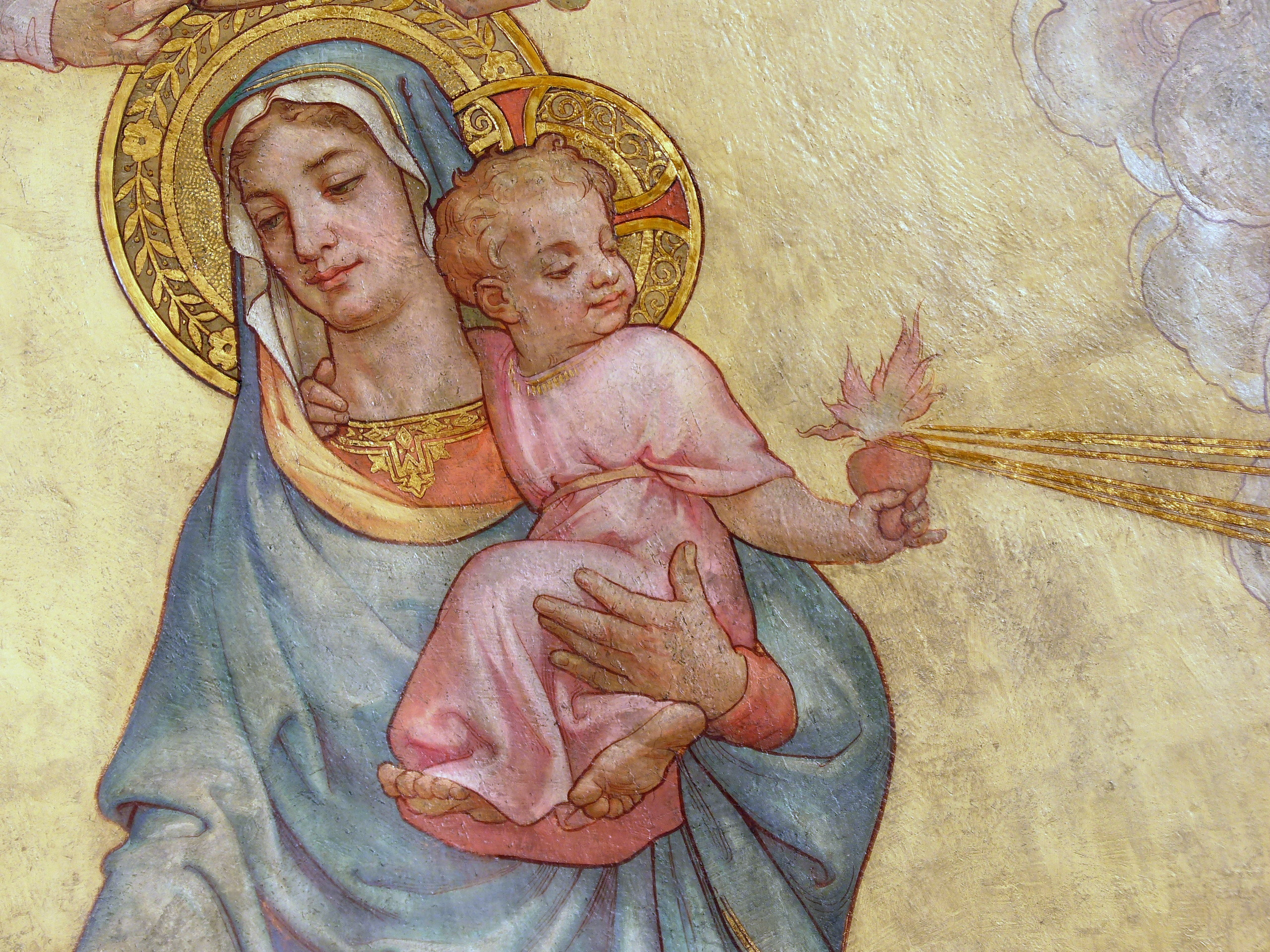
Fresque de l’absidiole de l’Église Saint-Denis-de-la-Croix-Rousse de Lyon.
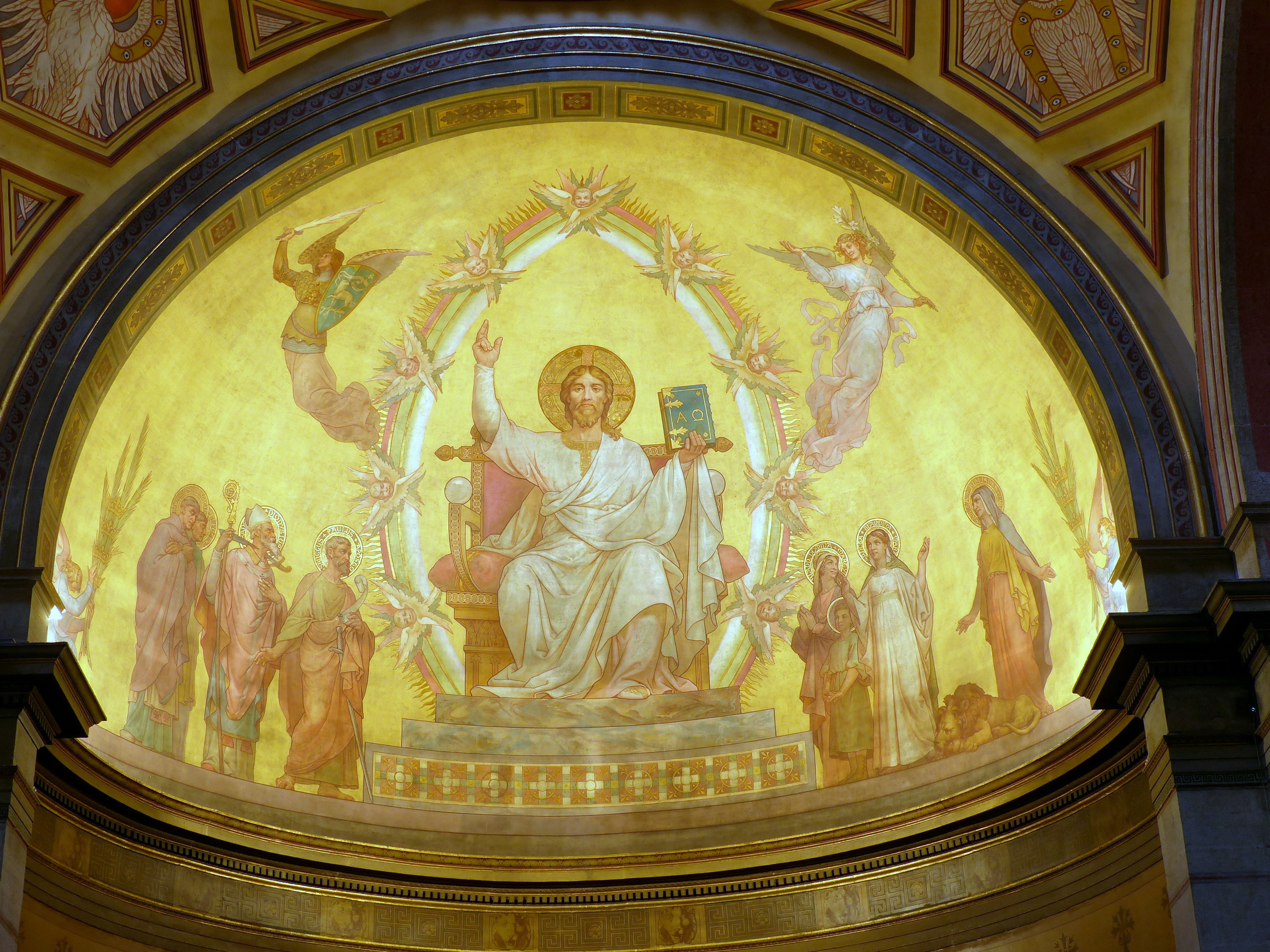
Fresque de l’abside de l'Église Saint-Denis-de-la-Croix-Rousse de Lyon
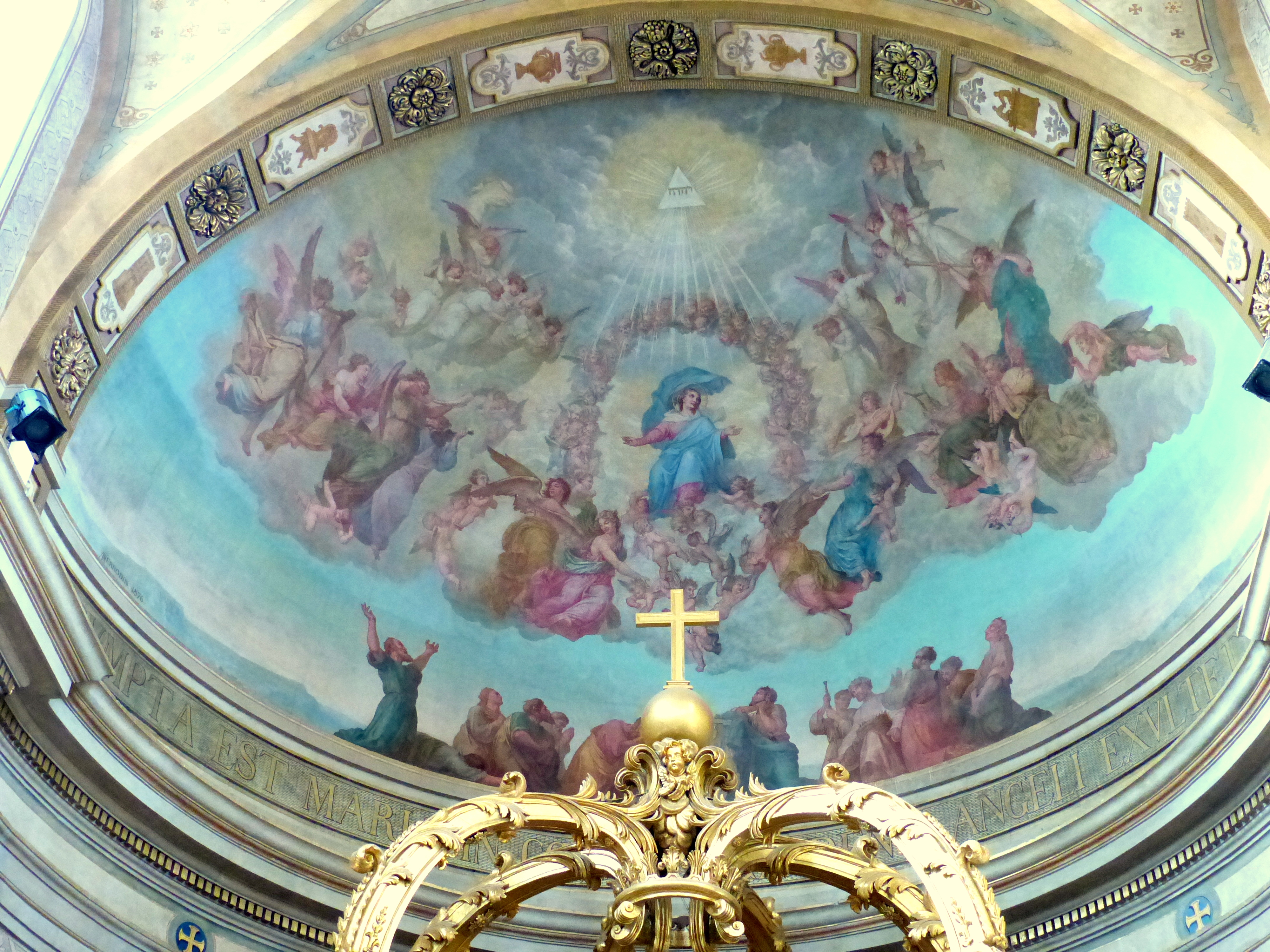
Fresque de l’abside de l'Église Notre-Dame-de-la-Gloriette de Caen.
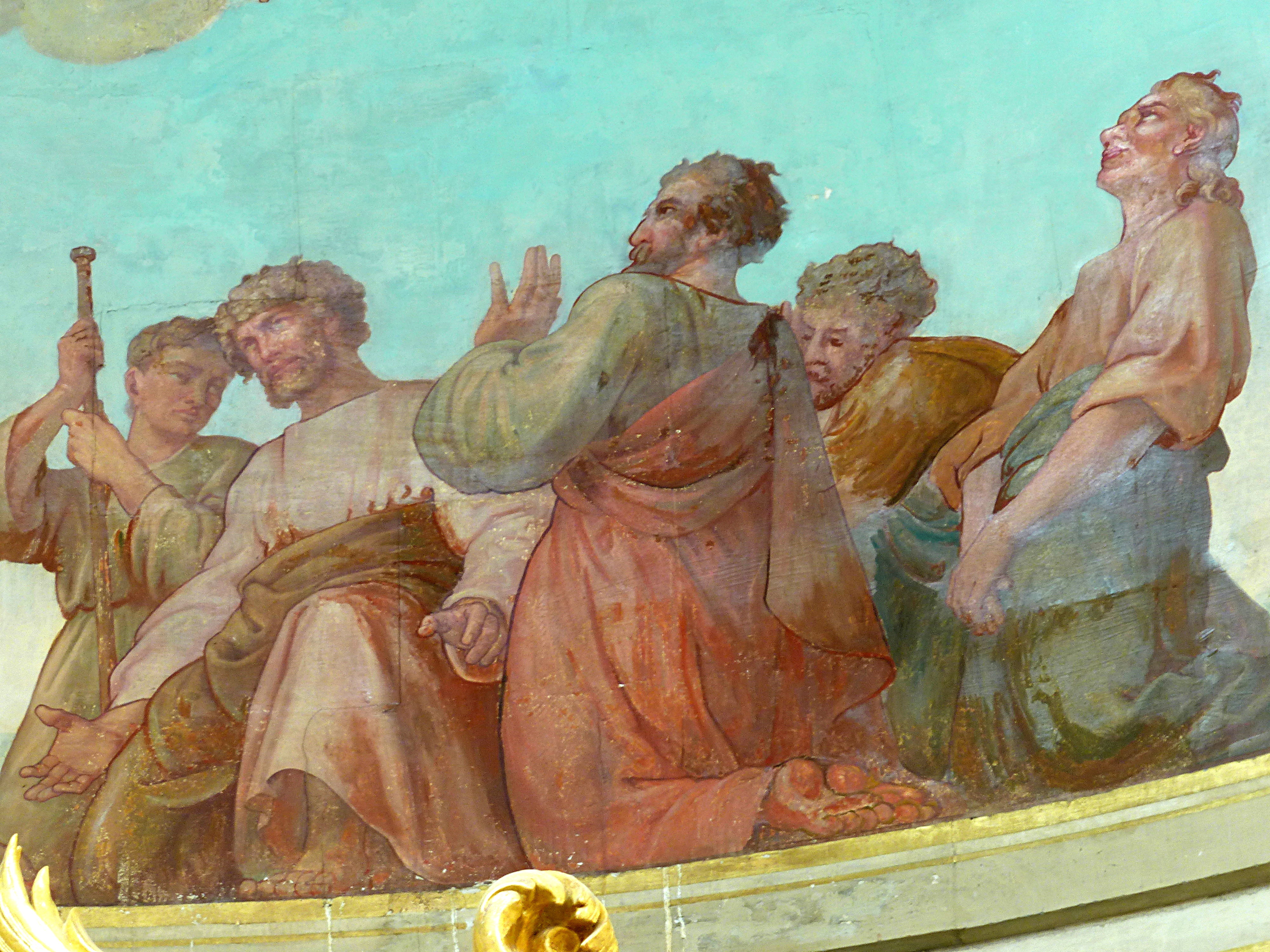
Détail de la fresque de l’abside de l'Église Notre-Dame-de-la-Gloriette de Caen.
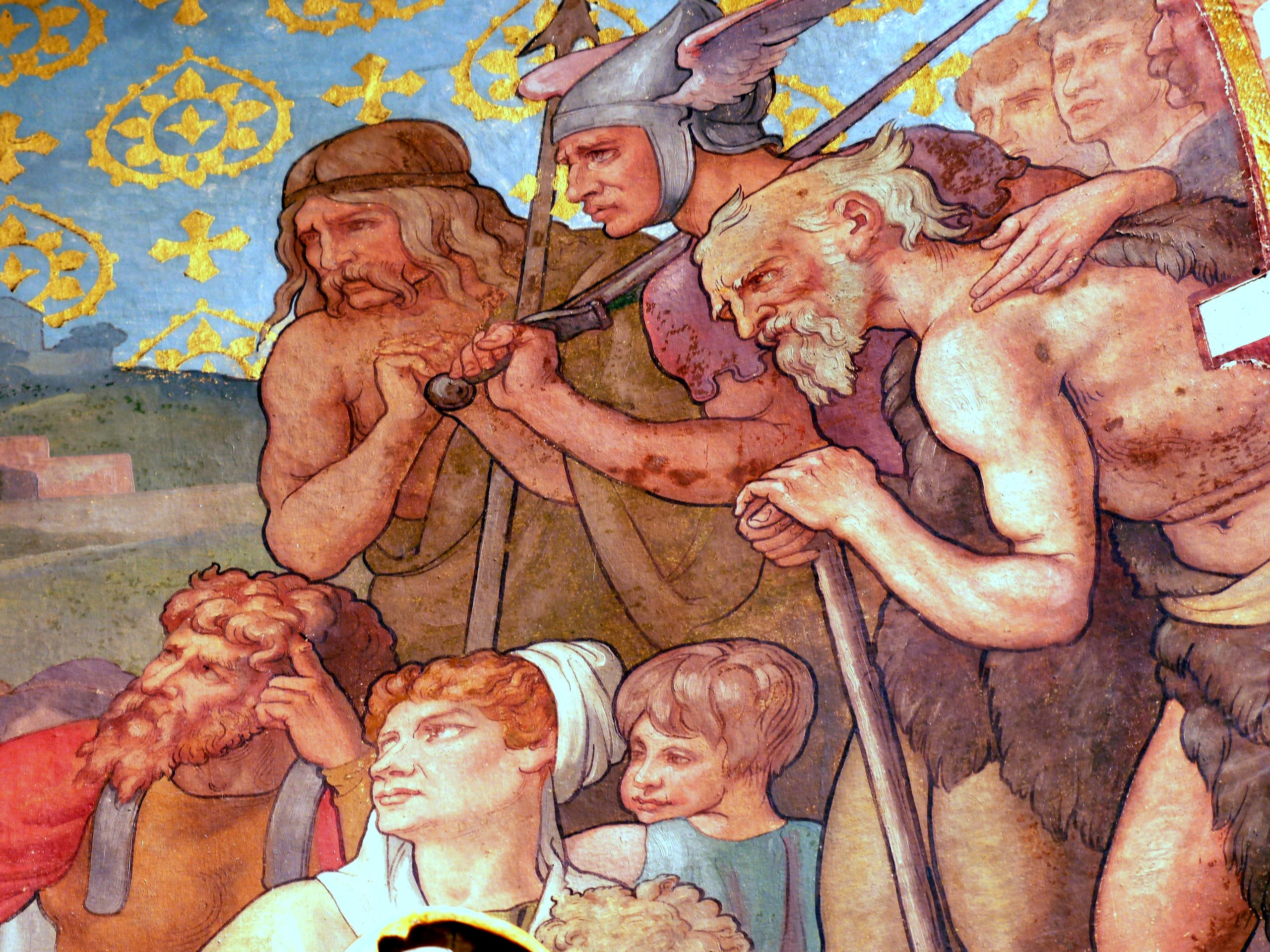
Détail de la fresque de Saint-Denis l’Aréopagite dans l’Église Saint-Denis de Rillieux-la-Pape.

## Hommages
- Il y a une rue ainsi qu'une impasse Auguste-Perrodin à Bourg-en-Bresse[10].